# Chester Nimitz
Chester Nimitz (født 24. februar 1885, død 20. februar 1966) var en amerikansk admiral og chef for den amerikanske stillehavsflåde under 2. verdenskrig. Efter krigen blev han udnævnt til chef for den samlede amerikanske flåde og blev senere den sidste overlevende 5-stjernede admiral. Nimitz-klassen af amerikanske hangarskibe er opkaldt efter ham.
- Wikimedia Commons har flere filer relateret til Chester Nimitz